# Jodenville
 (mars 2023).
La mise en forme du texte ne suit pas les recommandations de Wikipédia : il faut le « wikifier ».
Les points d'amélioration suivants sont les cas les plus fréquents. Le détail des points à revoir est peut-être précisé sur la page de discussion.
- Les titres sont pré-formatés par le logiciel. Ils ne sont ni en capitales, ni en gras.
- Le texte ne doit pas être écrit en capitales (les noms de famille non plus), ni en gras, ni en italique, ni en « petit »…
- Le gras n'est utilisé que pour surligner le titre de l'article dans l'introduction, une seule fois.
- L'italique est rarement utilisé : mots en langue étrangère, titres d'œuvres, noms de bateaux, etc.
- Les citations ne sont pas en italique mais en corps de texte normal. Elles sont entourées par des guillemets français : « et ».
- Les listes à puces sont à éviter, des paragraphes rédigés étant largement préférés. Les tableaux sont à réserver à la présentation de données structurées (résultats, etc.).
- Les appels de note de bas de page (petits chiffres en exposant, introduits par l'outil «  Source ») sont à placer entre la fin de phrase et le point final[comme ça].
- Les liens internes (vers d'autres articles de Wikipédia) sont à choisir avec parcimonie. Créez des liens vers des articles approfondissant le sujet. Les termes génériques sans rapport avec le sujet sont à éviter, ainsi que les répétitions de liens vers un même terme.
- Les liens externes sont à placer uniquement dans une section « Liens externes », à la fin de l'article. Ces liens sont à choisir avec parcimonie suivant les règles définies. Si un lien sert de source à l'article, son insertion dans le texte est à faire par les notes de bas de page.
- La présentation des références doit suivre les conventions bibliographiques. Il est recommandé d'utiliser les modèles {{Ouvrage}}, {{Chapitre}}, {{Article}}, {{Lien web}} et/ou {{Bibliographie}}. Le mode d'édition visuel peut mettre en forme automatiquement les références.
- Insérer une infobox (cadre d'informations à droite) n'est pas obligatoire pour parachever la mise en page.

Pour une aide détaillée, merci de consulter Aide:Wikification.
Si vous pensez que ces points ont été résolus, vous pouvez retirer ce bandeau et améliorer la mise en forme d'un autre article.
Jodenville (en wallon : Djodinvèye) est un hameau de la commune belge de Vaux-sur-Sûre située en Région wallonne dans la province de Luxembourg.
Avant la fusion des communes de 1977, Jodenville faisait partie de la commune de Sibret.

## Situation et description
Jodenville est un hameau assez concentré qui aligne ses habitations parmi lesquelles plusieurs fermes dans un axe nord-sud sur une hauteur du plateau ardennais à une altitude de 500 m.
Ces fermes et fermettes sont principalement bâties en pierre du pays (grès schisteux) et les encadrements des portes et fenêtres sont souvent en brique. Dans les années 70, le village comportait 15 maisons/fermes pour +/-70 habitants, mais cela a bien grandi. En 2010, on comptait 20 habitations. A ce jour, il y en a 45 pour +/- 120 habitants. Un coin où il fait bon vivre!
Jodenville avoisine les localités de Poisson-Moulin, Morhet et Sibret et se trouve à 10 km au sud-ouest de Bastogne

## Histoire et origine de Jodenville
Une villa a légué son nom au hameau de Jodenville, elle était située à huit cents pas romains +/- 1200m du Manduatum-ad-Sanctam-Mariam "Mande-Sainte-Marie" (Ce hameau a une histoire ancienne et était plus important dans le passé qu’il ne l’est aujourd’hui. Ce village était paroisse et son église était déjà mentionnée en 1243).
Par dérogation à la règle générale qui marquait les emplacements sur les versants, elle s’élevait au sommet d’une côte. Vous en trouverez l’emplacement au lieu-dit vieux château, dans un terrain-pâture faisant face au chemin de Sibret. Cette villa possédait un vaste domaine (ferme Cop aujourd'hui).
Jean et Guillaume de Jodenville 1510-1550
Robert et Henri de Jodenville 1560-1600
Les « de Jodenville » provenaient d’une ancienne maison noble originaire du fief ou franc-alleu de Jodenville dans la prévôté de Bastogne, dont les seigneurs avaient été de tout ancienneté, hommes de la Salle de Bastogne, gentilshommes et qui s’étaient alliés avec les familles de Masbourg, de Waha, de Dave et autres. Cette famille a été pendant le XVIe siècle copropriétaire de la seigneurerie de Vance à concurrence d'un sixième.
Jean de Jodenville, échevin de Bastogne, devint à la suite de son mariage en 1529 avec Barbe, fille de Gillot de Waha de Fronville, seigneur en partie de Vance.
En 1562, après la mort de Gillot de Waha de Fronville, tous ses biens et revenus dans la seigneurie allèrent à Jean de Jodenville et à sa femme Barbe de Waha de Fronville.
À la mort de Jean de Jodenville, la part importante qu’il possédait dans la seigneurie de Vance fut morcelée entre ses deux fils Guillaume et Robert et ses trois filles Marie-Catherine, Hélène et Marguerite religieuse à Clairefontaine en 1573.
Guillaume de Jodenville était mêlé de près à la vie locale de Vance. On le voit à différentes reprises parrain à des baptêmes avec comme marraines ses filles Anne et Catherine.
Robert de Jodenville épousa Françoise de Circourt de Villers-la-Chèvre (France).
Hélène de Jodenville épousa Jean du Hattoy en 1529.
Sans doute, Guillaume ainsi que son frère Robert de Jodenville, furent-ils amenés à aliéner leurs revenus dans la seigneurie, au profit de leurs sœurs car on ne cite plus, dans la suite de sires de Jodenville comme seigneurs de Vance.
On trouve encore, mais plus tard, Marie-Rose de Jodenville, native de Meix-devant-Virton, née en 1699, élue abbesse de Clairefontaine le 21 août 1734 et qui mourut en 1785 et Jean-François de Jodenville, écuyer à Meix-devant-Virton qui parait dans la liste de 1701 des feudataires du duché de Luxembourg.
Les armes des de Jodenville étaient : d’argent à 3 bandes d’azur chacune surmontée d’une merlette de sable au franc quartier d’argent à 3 fasces de sable.
Fief - Domaine concédé par le seigneur à son vassal ; Franc-alleu - Terre libre dont le propriétaire ne relève d'aucun seigneur ; Feudataire - Titulaire d'un fief, dépendant à ce titre d'un suzerain
Source: Annales de l'Institut Archéologique du Luxembourg Arlon Tome XC (90) Année 1959 pages 154 à 157 J.MASSONNET - Histoire de Vance - Fasbender Arlon